# Albert Ghiorso

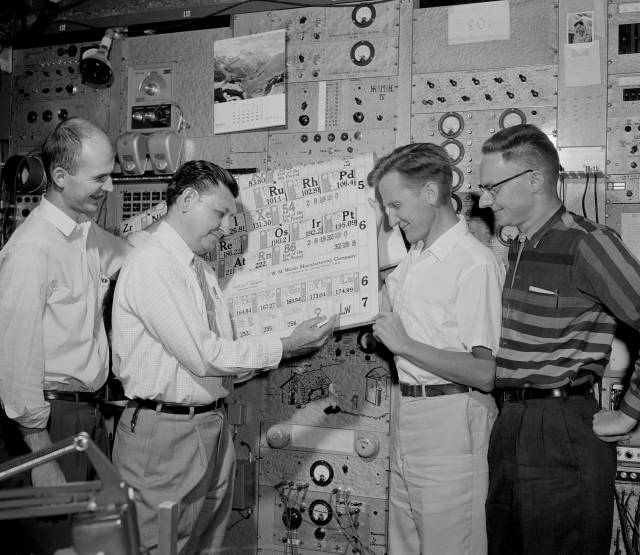
Ghiorso (deuxième à partir de la gauche) lors de la découverte du Lawrencium (élément 103)

Albert Ghiorso (né le 15 juillet 1915 et mort le 26 décembre 2010) est un physicien nucléaire américain codécouvreur de 12 éléments chimiques du tableau périodique. Sa carrière scientifique s'étale sur six décennies, du début des années 1940 à la fin des années 1990.

## Biographie

### Jeunesse
Albert Ghiorso, né à Vallejo en Californie, grandit à Alameda, également en  Californie. Adolescent, il construit des circuits radio et gagne une réputation de radio-amateur surclassant les militaires dans les contacts radio à grande distance. Albert Einstein est son idole.
Il reçoit son baccalauréat en ingénierie électrique de l'université de Californie, à Berkeley en 1937. Après sa maîtrise, il travaille pour une société d'appareils de communication et invente le premier compteur Geiger commercial. La réputation de Ghiorso pour fabriquer ces détecteurs de radiations le met en contact avec les scientifiques nucléaires de l'université de Californie et plus particulièrement avec Glenn Seaborg.

### Recherches
Au début des années 1940, Seaborg déménage à Chicago pour travailler sur le projet Manhattan. Il invite alors Ghiorso à le rejoindre et, durant les quatre années suivantes, celui-ci développe des appareils pour détecter les radiations associées à la décroissance radioactive, y compris les fissions spontanées. L'une des percées de Ghiorso est un « 48-channel pulse height analyzer », qui lui permettait de mesurer l'énergie, et donc la source, des radiations. Durant cette période, ils découvrent deux nouveaux éléments (américium, 95 et curium, 96) dont la publication est reportée à l'après-guerre.
Après la guerre, Seaborg et Ghiorso rentrent à Berkeley où, avec leurs collègues, ils utilisent le « 60 Crocker cyclotron » pour produire des éléments de numéro atomique croissant en bombardant des cibles exotiques avec des ions d'hélium. Leurs expériences de 1949-1950 permettent de produire et d'identifier les éléments 97 (berkélium) et 98 (californium). En 1953, en collaboration avec Argonne Lab, Ghiorso et ses collaborateurs observent les éléments 99 (einsteinium) et 100 (fermium) ; identifiés par leurs radiations caractéristiques, dans les poussières collectées par avion lors de la première explosion thermonucléaire (Opération Ivy). En 1955, l'équipe utilise le cyclotron pour produire 17 atomes de l'élément 101 (mendélévium), le premier nouvel élément à être découvert atome par atome.
Au milieu des années 1950, il devient clair que, pour continuer à étendre le tableau périodique, un nouvel accélérateur est nécessaire. Le Berkeley Heavy Ion Accelerator (HILAC) est alors construit sous la direction de Ghiorso. Il permet la découverte des éléments 102 à 106, parfois seulement à partir de quelques atomes.
Plus les numéros atomiques montent, plus les difficultés expérimentales pour produire et identifier ces nouveaux éléments augmentent. Durant les années 1970 et 1980, les ressources pour la recherche de nouveaux éléments à Berkeley diminuent et d'autres laboratoires (le GSI à Darmstadt en Allemagne et le JINR à Doubna en Russie) peuvent synthétiser les éléments 107 à 109. Au début des années 1990, une collaboration est lancée entre Berkeley et Darmstadt pour créer l'élément 110. Les expériences échouent à Berkeley mais réussissent au GSI.
En 1999, une équipe de Berkeley publie des preuves de la découverte de deux éléments superlourds  (livermorium, 116 et oganesson, 118). Le nom ghiorsium fut proposé pour l'élément 118, mais les données expérimentales sont erronées et la proposition est retirée en 2002.
Durant ces dernières années, Albert Ghiorso continue ses recherches d'éléments super-lourds ainsi que sur l'énergie de fusion et de nouvelles sources d'électrons.
Il meurt le 26 décembre 2010 à l'âge de 95 ans.

### Portée de ses recherches
Albert Ghiorso a codécouvert les douze éléments suivants :
- Américium ca. 1945 (élément 95)
- Curium en 1944  (élément 96)
- Berkélium en 1949 (élément 97)
- Californium en 1950 (élément 98)
- Einsteinium en  1952 (élément 99)
- Fermium en 1953 (élément 100)
- Mendélévium en 1955 (élément 101)
- Nobélium en 1958-59 (élément 102)
- Lawrencium en 1961 (élément 103)
- Rutherfordium en 1969 (élément 104)
- Dubnium en 1970 (élément 105)
- Seaborgium en 1974 (élément 106).

Ghiorso est légendaire pour son habileté au laboratoire. Il invente de nombreuses machines et met au point de nombreuses techniques pour identifier les éléments lourds, atome par atome. Il conçoit aussi la jonction entre l'HILAC et le Bevatron qu'il appelle le Bevalac, permettant de nouvelles recherches en physique et des traitements médicaux utilisant des ions lourds à haute énergie. Son concept d'un nouveau type d'accélérateur, l'Omnitron, est reconnu comme étant une brillante avancée bien qu'il ne fut jamais construit.